# Anarcosindicalisme: Teoria i Pràctica
Anarcosindicalisme: Teoria i Pràctica és una de les obres de Rudolf Rocker (25 de març de 1873– 10 de setembre de 1958).
El llibre Anarco-Sindicalisme: Teoria i Pràctica va ser publicat a Londres el Març de 1938, del qual aparegué ja una traducció castellana de la mà de Diego Abad de Santillán durant el mateix any publicada a Barcelona. L'obra està íntimament lligada a la Guerra Civil a Espanya i que va fer renéixer l'anarquisme i el sindicalisme a l'àgora política per primer cop des de la Primera Guerra Mundial i la Revolució Russa.
El llibre té els següents capítols:
1. Anarquisme: objectius i propòsits
2. El proletariat i l'inici de modern moviment del treball
3. Els precursors del sindicalisme
4. Objectius de l'anarcosindicalisme
5. Mètodes de l'anarcosindicalisme
6. Evolució de l'anarcosindicalisme